# Попович, Йован (художник)
Йован Попович (серб. Јован Поповић; 14 ноября 1810, Опово, Воеводина, Австрийская империя — 25 сентября 1864, Панчево, Воеводина, Австрийская империя) — сербский художник. Представитель центральноевропейского бидермейера.
С 1839 жил в Белграде, где учился живописи у Константина Данила. Позже продолжил учёбу в Венской академии изобразительных искусств под руководством Йозефа фон Фириха и Леопольда Купельвизера.
В 1846 вернулся на родину.
Йован Попович — художник-портретист. Писал в стиле бидермейера.
Картины Й. Поповича хранятся в коллекции Национального художественного музея Белграда.

## Галерея работ

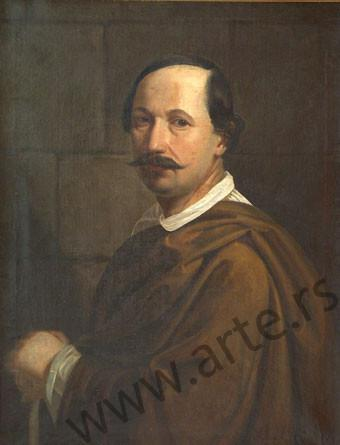
Автопортрет. 1843 г.
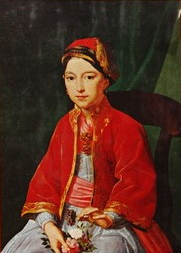
«Женский портрет»
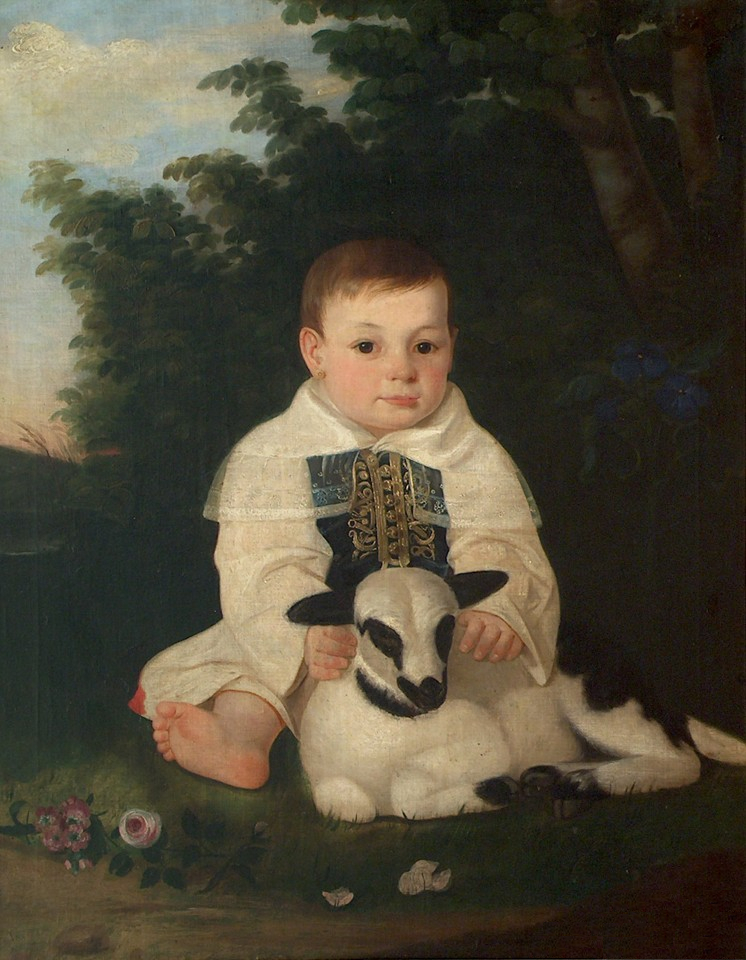
«Ребенок с ягненком»